# Vlnovod

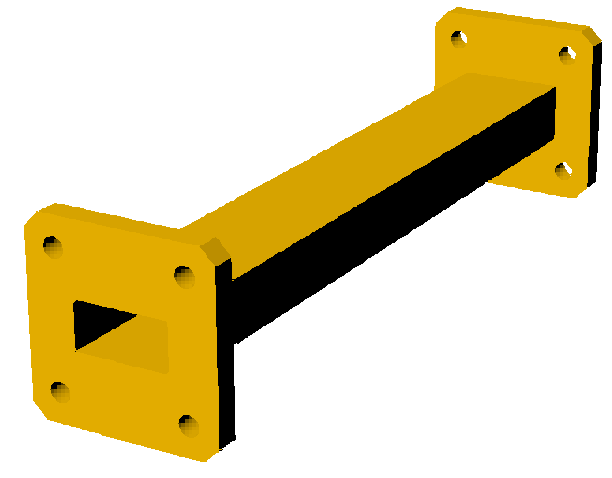
Obdélníkový vlnovod

Vlnovod je přípravek pro přenos elektromagnetických vln, který má libovolný tvar průřezu. Nejčastěji používaný je průřez obdélníkový nebo kruhový. I když existuje celá řada dalších vlnovodů, například vlnovody dielektrické, je v této stati nadále pojednáváno o vlnovodech s kovovým pláštěm, které byly vynalezeny nejdříve.

## Princip
Princip spočívá v přenosu energie/informace formou vedené vlny. Rozměry vlnovodu závisí na frekvenci přenášené vlny. V zásadě platí, že čím nižší frekvence, tím je vlnovod větší a těžší, čímž se stává vlnovod technicky nepoužitelný. Pro vysoké kmitočty se pro změnu používají tzv. nadrozměrné vlnovody, které mají velikosti desetin milimetrů a jsou proto velice pracné na výrobu. Tento druh vedení se používá od kmitočtu stovek MHz až do stovek GHz. Používá se pro své výhody, zejména nízké ztráty přenášené elektromagnetické energie, malé vyzařování energie do okolí a pro schopnost přenosu výkonů v řádu kW až MW. Nevýhodou je jejich cena.

## Výroba
Vlnovody pro nižší frekvence (jednotky GHz) se vyrábějí nejčastěji válcováním. Vlnovody pro pásma milimetrových vln se rovněž vyrábějí tak, že je potřebný profil vytvořen z teplem rozpustného dielektrika, které je po vyleštění pokoveno a následně rozpuštěno či odleptáno.

## Mezní frekvence
Vlnovod přenáší energii až od určité frekvence, nazývané frekvence mezní. Pro vlnovod s obdélníkovým průřezem, jehož delší strana je rovna a, je tato frekvence rovna
{\displaystyle f_{m}={\frac {c}{2a}}}, kde c je rychlost světla v dielektriku vlnovodu.

## Mody / vidy
Při vyšších frekvencích může být elektromagnetické pole ve vlnovodu uspořádáno několika způsoby. Tyto způsoby uspořádání pole se nazývaji mody nebo též vidy. Existenci více modů současně se zpravidla snažíme vyhnout, neboť se mohou šířit různou rychlostí a degradovat tak tvar přenášeného signálu.
Podle rozložení elektromagnetického pole zpravidla mody ve vlnovodech dělíme na transverzálně elektrické (TE), tj. takové, které mají složky elektrického pole pouze ve směru průřezu vedení, ale nikoli ve směru šíření vlny, a vlny transverzálně magnetické (TM), u kterých jsou transverzální (česky příčné) naopak složky magnetického pole.
Každý mod se může šířit až od určité (mezní) frekvence. Ta je dána vztahem
{\displaystyle f_{m}={\frac {c}{2}}{\sqrt {\left({\frac {m}{a}}\right)^{2}+\left({\frac {n}{b}}\right)^{2}}}}
kde c je rychlost šíření světla v dielektriku vyplňujícím vlnovod, a, b jsou po řadě velikosti stran průřezu vlnovodu, m, n pak pořadová (celá) čísla vidu. Přitom vlny TM musejí mít obě pořadová čísla větší než nula, vidy TE mohou existovat i s jedním nenulovým pořadovým číslem.

## Jednovidový přenos
Pokud se vlnovodem šíří jen jeden mod, hovoříme o jednovidovém (jednomodovém) přenosu. Takový přenos je zajištěn tehdy, pokud je frekvence přenášeného signálu nižší, než mezní frekvence modu s druhou nejnižší mezní frekvencí. U vlnovodu s obdélníkovým průřezem bývá nejčastěji poměr stran obdélníka blízký poměru 5:2, v takovém vlnovodu se pak budí postupně vidy {\displaystyle TE_{10},TE_{20},TE_{01}aTE_{11}sTM_{11}}. Pásmo jednovidového přenosu dominantním videm {\displaystyle TE_{10}} sahá od {\displaystyle f={\frac {c}{2a}}}až do {\displaystyle f={\frac {c}{a}}}.

## Parametry
Vlnu, která se šíří ve vlnovodu, popisujeme několika parametry.

### Délka vedené vlny
Vlnová délka vedené vlny (tedy vzdálenost dvou míst, jejichž fáze se liší právě o 360 stupňů) je ve vlnovodu delší, než by byla vlnová délka rovinné vlny o stejné frekvenci ve volném prostoru. Pokud označíme délku vedené vlny indexem g a délku vlny ve volném prostoru indexem 0, platí
{\displaystyle \lambda _{g}={\frac {\lambda _{0}}{\sqrt {1-\left({\frac {f_{m}}{f}}\right)^{2}}}}},
kde f je frekvence vlny vedené vlnovodem a fm je mezní frekvence vidu.

### Rychlost šíření
U vlnovodů rozlišujeme dvě různé rychlosti šíření, totiž rychlost fázovou a rychlost skupinovou (grupovou).

#### Fázová rychlost
Fázová rychlost šíření je rychlost, s jakou po povrchu vlnovodu ubíhá místo s konstantní fází. Tato rychlost je zpravidla vyšší, než rychlost světla {\displaystyle c_{0}}, nabývá hodnoty
{\displaystyle v_{f}={\frac {c_{0}}{\sqrt {1-\left({\frac {f_{m}}{f}}\right)^{2}}}}}
To, že je tato rychlost větší, než rychlost šíření světla, není ve sporu s teorií relativity, neboť jde o zdánlivou rychlost. Fázovou rychlostí se nešíří ani hmota, ani informace.

#### Skupinová rychlost
Skupinová rychlost šíření vlny udává rychlost šíření energie (a informace). Lze ji určit jako
{\displaystyle v_{g}={c_{0}}{\sqrt {1-\left({\frac {f_{m}}{f}}\right)^{2}}}}

### Vlnová impedance
Poměr vzájemně kolmých složek intenzit elektrického a magnetického pole postupné vlny ve vlnovodu je obecně různý od obdobného poměru intenzit rovinné vlny ve volném prostoru. Přitom pro vidy TE je impedance větší, pro vidy TM menší než vlnová impedance příslušného dielektrika vyplňujícího vlnovod. Přesně jsou tyto impedance dány jako
a) pro vidy TE {\displaystyle Z_{v}={\frac {\sqrt {\frac {\mu }{\epsilon }}}{\sqrt {1-\left({\frac {f_{m}}{f}}\right)^{2}}}}},
b) pro vidy TM {\displaystyle Z_{v}={\sqrt {\frac {\mu }{\epsilon }}}{\sqrt {1-\left({\frac {f_{m}}{f}}\right)^{2}}}},
kde {\displaystyle \mu } a {\displaystyle \epsilon } jsou po řadě permeabilita a permitivita prostředí vyplňujícího vlnovod.

### Přenášený výkon
Maximální výkon, který lze vlnovodem přenášet, je omezen několika jevy, zejména:
- průrazem dielektrika vlnovodu (zpravidla vzduchu s elektrickou pevností {\displaystyle E_{p}=3MV/m}), zpravidla omezuje maximální impulsní výkon a
- poškozením vlnovodu vlivem tepla, které se uvolňuje v jeho stěnách (tekou jimi proudy), zpravidla omezující pro maximální trvalý výkon.

Pro obdélníkový vlnovod a vid {\displaystyle TE_{10}} lze maximální přenášený výkon, který ještě nezpůsobí průraz dielektrika, určit jako
{\displaystyle P_{max}={\frac {ab}{4Z_{v}}}E_{max}^{2}},
kde {\displaystyle E_{max}} je maximální přípustná hodnota intenzity elektrického pole. Vzhledem k tomu, že tato hodnota běžně klesá s vlhkostí vzduchu, bývají vlnovody k přenosu velkých výkonů vybaveny i zařízením pro vysoušení vzduchu.

## Standardní vlnovody
Vlnovody se standardně dodávají v několika rozměrech. Některé z nich společně s jejich vlastnostmi uvádí následující tabulka.
| Parametr / typ vlnovodu         | R32   | R48   | R70   | R100  | R140  | R220  | R320  |
| ------------------------------- | ----- | ----- | ----- | ----- | ----- | ----- | ----- |
| vnitřní rozměr a [mm]           | 72,14 | 47,55 | 34,85 | 22,86 | 15,80 | 10,67 | 7,11  |
| vnitřní rozměr b [mm]           | 34,04 | 22,16 | 15,80 | 10,16 | 7,90  | 4,32  | 3,55  |
| Max. přenášený výkon [MW]       | 10,35 | 4,38  | 2,29  | 0,99  | 0,53  | 0,194 | 0,107 |
| mezní frekvence vidu TE10 [GHz] | 2,078 | 3,155 | 4,256 | 6,55  | 9,49  | 14,06 | 21,08 |
| mezní frekvence vidu TE20 [GHz] | 4,155 | 6,309 | 8,571 | 13,10 | 18,98 | 28,11 | 42,15 |

Tabulka je sestavena pro vlnovody se vzduchovým dielektrikem. Pásmo jednovidového přenosu sahá od mezní frekvence dominantního vidu TE10 do mezní frekvence vidu TE20. Maximální přenášený výkon u daného vlnovodu závisí vždy na frekvenci, viz vztah uvedený výše.